# Rodrigo Pimpão
Rodrigo Pimpão (ur. 23 października 1987) – brazylijski piłkarz występujący na pozycji napastnika.

## Kariera klubowa
Od 2008 roku występował w klubach Paraná Clube, CR Vasco da Gama, Cerezo Osaka, Omiya Ardija, Ponte Preta, América, Suwon Samsung Bluewings, América, Teraktor Sazi Tebriz, Botafogo i Emirates Club.